# 52301 Qumran
52301 Qumran este un asteroid din centura principală, descoperit pe 9 septembrie 1991, de Freimut Börngen și Lutz Schmadel.